# الأسلاك في أماكن العمل
الأسلاك في أماكن العمل هي خطوط نقل أو توزيع اتصالات مملوكة للعملاء قد تكون خطوط النقل معدنية (نحاسية) أو ألياف بصرية ، ويمكن تركيبها داخل المباني أو بينها.

## نبذة
غالباً ما تتكون أسلاك المباني من الأسلاك الأفقية والأسلاك الرأسية والكابلات الأساسية. قد تمتد من نقطة الدخول إلى مناطق عمل المستخدم. يعتبر أي نوع من أنواع اسلاك الاتصالات السلكية واللاسلكية أو البيانات بمثابة أسلاك للمباني ، بما في ذلك الهاتف والكمبيوتر / البيانات، الاتصال الداخلي، الدائرة التلفزيونية المغلقة .

## التوصيل
يتم توصيل شبكات المباني في أنحاء العالم ، عبر كل صناعة ، في كل من التطبيقات الصغيرة والكبيرة. يمكن ان يستخدم أي نوع أو عدد من شبكات الطوبولوجيا مثل شبكة نجمية ، شبكة خطية ، شبكة حلقية ، إلخ.

## الملكية
تختلف ملكية اون-بريمسز وايرنق بين الولايات القضائية: فهي ترتكزعلى موقع مدخل التوصيل . يحدد الموقع الملكية والمسؤولية عن الصيانة والإصلاح. 
في الولايات المتحدة وكندا ، يمتلك العميل اغلب أسلاك المباني. بشكل عام يوجد هناك مدخل توصيل «أقرب ما يمكن من القطبين».[بحاجة لمصدر] نسبتاً للعديد من عمليات التثبيت ، تكون كبينة الاتصالات مثبتة خارج المبنى. احياناً تكون كبينة التوصيل (MPOE) داخل البناية.
في المملكة المتحدة ، مدخل التوصيل هو مقبس الكهرباء، وبالتالي فإن معظم الأسلاك في أماكن العمل هي ملك لشركة تيليفون .